# 앨버트 호프먼

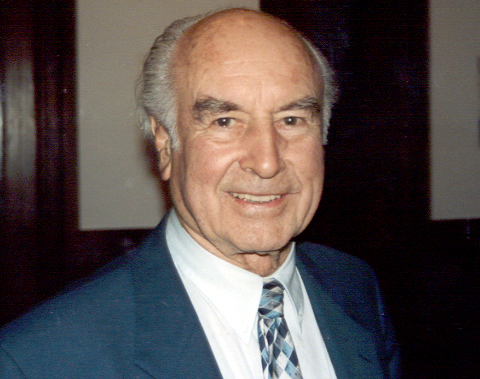
1993년의 앨버트 호프먼.

앨버트 호프먼(Albert Hofmann, 1906년 1월 11일 ~ 2008년 4월 29일)은 LSD의 환각성 약물을 합성, 섭취를 한 최초의 사람으로 알려진 스위스의 과학자이다. 호프먼은 실로시빈 버섯의 주요 화합물인 실로시빈과 사일로신을 분리, 합성하고 명명한 최초의 사람이기도 하다. 《LSD: Mein Sorgenkind》를 포함한 100건이 넘는 과학 논문과 수많은 책을 썼다. 2007년에는 텔레그래프 신문이 출판한 100명의 위대한 천재 목록에서 팀 버너스리와 나란히 1위에 등재되었다.

## 같이 보기
- 의약품 설계
- 티모시 리어리
- 알렉산더 슐긴